# Tylorstown
Tylorstown (Pendyrus in lingua gallese) è un centro abitato del Galles, situato nel distretto di contea di Rhondda Cynon Taf.